# Cumulopuntia fulvicoma
Cumulopuntia fulvicoma ist eine Pflanzenart in der Gattung Cumulopuntia aus der Familie der Kakteengewächse (Cactaceae). Das Artepitheton fulvicoma bedeutet ‚rotgelb-, orangehaarig, -wollig‘.

## Beschreibung
Cumulopuntia fulvicoma bildet Polster. Die fast kugelförmigen bis eiförmigen, undeutlich gehöckerten Triebabschnitte sind bis zu 3,5 Zentimeter lang. Die etwa 20 Areolen befinden sich auf dem oberen Teil der Triebabschnitte. Die drei bis fünf Dornen entspringen nur aus den obersten Areolen. Sie sind aufrecht, ungleich, lederbraun und bis zu 5 Zentimeter lang.
Die Blüten  sind auf der Innenseite gelb und auf der Außenseite rötlich. Die Narbenlappen sind außergewöhnlich kurz. Das Perikarpell ist am Rand mit bis zu 2 Zentimeter langen, steifen Dornen besetzt. 

## Verbreitung und Systematik
Cumulopuntia fulvicoma ist in der peruanischen Region Ayacucho verbreitet.
Die Erstbeschreibung als Tephrocactus fulvicomus erfolgte 1956 durch Werner Rauh und Curt Backeberg. Edward Frederick Anderson stellte die Art 1999 in die Gattung Cumulopuntia. Ein nomenklatorisches Synonym ist Opuntia fulvicoma (Rauh & Backeb.) G.D.Rowley (1958).

## Nachweise